# Philippe Christanval
Philippe Charles Lucien Christanval (Parijs, 31 augustus 1978) is een voormalig Frans profvoetballer met een Guadeloupse achtergrond. Hij stopte in 2008 met voetballen.

## Clubcarrière
Christanval begon zijn profloopbaan in het seizoen 1997/98 bij AS Monaco. Samen met de Mexicaan Rafael Márquez vormde hij een goed verdedigingsduo. In 2001 betaalde FC Barcelona 22 miljoen gulden (circa 10 miljoen euro) voor Christanval. Bij de Catalaanse club kon hij de verwachtingen echter niet waar maken. In zijn eerste seizoen kwam de Fransman nog tot 26 wedstrijden in de Primera División, maar in de jaargang 2002/03 mocht Christanval in slechts zes competitieduels meespelen. In augustus 2003 liet de nieuwe trainer Frank Rijkaard hem transfervrij vertrekken naar Olympique Marseille. Ook hier stelde Christanval teleur. In 2005 kreeg hij bij Fulham een nieuwe kans. Bij deze club had hij de eerste twee jaar een basissplaats maar in 2007/2008 kreeg hij af te rekenen met een langdurige blessure. Aan het eind van het seizoen mocht hij dan ook vertrekken bij Fulham. Uiteindelijk besloot hij te stoppen met voetbal. Hij kwam vijfmaal uit voor het Frans voetbalelftal.

## Clubs
- jeugd: INF Clairefontaine
- 1997-2001: AS Monaco
  - 2000-2002: Franse nationale ploeg
- 2001-2003: FC Barcelona
- 2003-2005: Olympique Marseille
- 2005-2008: Fulham